# Croix-Catelan
Pour les articles homonymes, voir Pré Catelan.
La Croix-Catelan était l'un des stades parisiens du Racing Club de France, situé en limite du Pré Catelan, dans une enclave de six hectares au sein du bois de Boulogne, attribuée depuis 1882. Aujourd'hui la gestion du site est concédé à Lagardère SA, qui a créé pour la gestion du site une entité nommée Lagardère Paris Racing.
Cet ensemble omnisports comprend notamment plus de quarante courts de tennis et deux piscines (dont l'une olympique), un terrain de basket-ball, un terrain de football, plusieurs terrains de volley-ball et plusieurs salles d'entraînement.
En août 2007, la piscine du complexe accueille la première édition de l'Open de Paris de natation qui y a été organisé jusqu'en 2012.

## Histoire

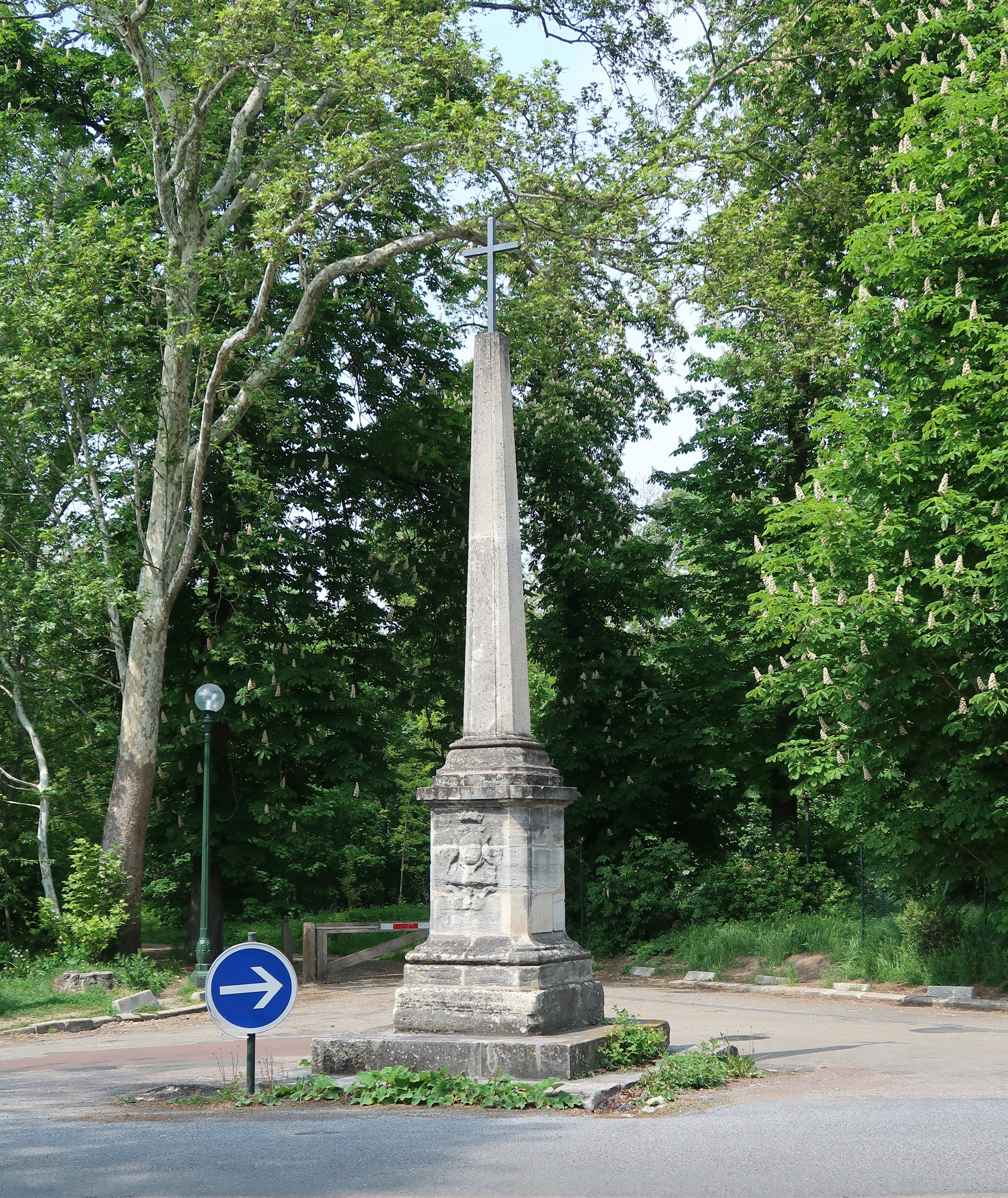
La croix du Pré-Catelan.

En 1886, à proximité du jardin du Pré-Catelan et de sa croix (la croix Catelan), des lycéens créent un site sportif du nom de Croix-Catelan. Ils obtiennent une concession de 2,8 hectares sur le lieu-dit du parc aux Daims, où se trouvaient des animaux du même nom et des mouflons, ensuite envoyés au Jardin d'acclimatation. Une piste en herbe de 500 mètres y est mise en place, qui accueille les premiers championnats internationaux d'athlétisme en 1886 puis les épreuves d'athlétisme des Jeux olympiques de 1900. Des terrains de tennis y voient aussi le jour afin d'abriter les matchs du championnat de France, jusqu'à l’édification du stade Roland-Garros en 1927. De 1896 à 2006, le Racing Club de France est titulaire de sa concession.